# エドゥアール・コロンヌ

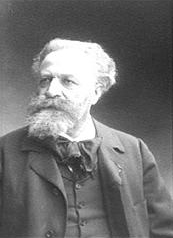
エドゥアール・コロンヌ

エドゥアール・コロンヌ（Édouard Judas Colonne, 1838年7月23日（ボルドー） - 1910年3月28日（パリ））は、フランスのヴァイオリン奏者で指揮者。コンセール・コロンヌ管弦楽団を主宰した。

## 経歴
父と祖父も音楽家であった。1855年、パリのコンセルヴァトワールに進んでジュール・マスネらに学び、1858年に和声学の、1863年にヴァイオリンの、共に一等賞を得た。
かたわら、リリック劇場（後のサラ・ベルナール座、現在の市立劇場（Théâtre de la Ville））のヴァイオリン奏者として学資を稼いだ。1858年から1867年までオペラ座管弦楽団のコンサートマスターを務め、同時にシャルル・ラムルー率いるラムルー弦楽四重奏団の第2ヴァイオリンを弾いた。次いでジュール・パドルーのコンセール・ポピュレール（Concerts populaires de musique classique）に転じ、そこで初めて指揮棒を振った。その後、1871年までニューヨークで仕事をした。
1873年、音楽出版社主ジョルジュ・アルトマン（Geroges Hartmann）の出資でコンセール・ナシオナル（Concert National）を組織した。オデオン座で開いた初回のコンサートはフランクのオラトリオ『贖罪』の世界初演であり、その時の合唱指揮はヴァンサン・ダンディであった。その年度の8回の演奏会では、ジュール・マスネのオラトリオ『マリー＝マドレーヌ』、サン＝サーンスの『チェロ協奏曲第1番』の初演や、ベルリオーズの『ファウストの劫罰』の23年ぶりの再演などを行った。それらは好評であったが赤字で、アルトマンが手を引いたため、1874年にシャトレ座にコンセール・シャトレ芸術協会（Association Artistique des Concerts du Chatelet）を興して演奏活動を続けた。
コロンヌの協会は、はじめジュール・パドルーのコンセール・ポピュレールと、次いでシャルル・ラムルーのコンセール・ラムルーと競った。
在任中、300人以上の作曲家の作品を演奏し、特にフランス近代音楽の紹介に尽力した。『ファウストの劫罰』の上演は172回に達した。また、ポルトガル、スペイン、イギリス、ドイツ、ロシアへ、オーケストラ帯同の巡演をした。

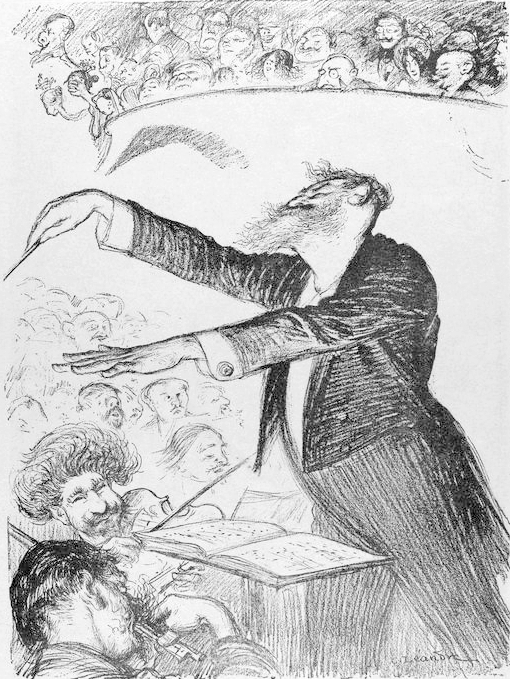
指揮をするエドゥアール・コロンヌの風刺画、シャルル・レアンドル作。

1892年に協会をコンセール・コロンヌ芸術協会（Association Artistique des Concerts Colonne）と改称した。
1892年から1893年まで、かつて務めたオペラ座管弦楽団の芸術監督も兼ね、ワーグナーの『ローエングリン』、『ワルキューレ』などを指揮した。
コロンヌはまた、管弦楽の草創期のレコード録音に積極的に協力した。
1910年に没し、ガブリエル・ピエルネがその職を継いだ。